# Acalypha lyonsii
Acalypha lyonsii é uma espécie de flor do gênero Acalypha, pertencente à família Euphorbiaceae.